# Wetherby Road
 (avril 2025).
Wetherby Road est un stade de football situé à Harrogate, en Angleterre.  Il s'agit du stade du Harrogate Town Association Football Club.
Depuis 1920, sa capacité maximale est de 5 000 spectateurs.